# As Peúgas de Einstein
As Peúgas de Einstein é um espectáculo de teatro, com texto e encenação de Hélder Costa, estreado a 13 de abril de 2011, pela Companhia de Teatro A Barraca, no Teatro Cinearte, em Lisboa.
Em “As Peúgas de Einstein” de Hélder Costa é nos dado a conhecer as teorias do grande cientista e génio da Física através de um meio acessível e lúdico.

## Sinopse
Nesta montagem, para além do cientista Albert Einstein, também conseguimos, ao mesmo tempo ver através da sua biografia social e humana, parte do século XX.
Ficamos também a conhecer algumas personalidades públicas que privaram com Einstein e que são personagens da peça: Lenine, com quem privou enquanto estudante em Zurique, os professores de Berlim: Philip Von Lenard e Max Planck, seguidores de Hitler, Franklin D. Roosevelt, Marilyn Monroe e Arthur Miller, Paulette Godard e o seu grande amigo e companheiro de lutas contra o McCarthismo, Charlie Chaplin.

## Ficha Artística
- Sérgio Moras
- Rita Fernandes
- Ruben Garcia
- Vânia Naia
- Adérito Lopes
- Fernando Jorge Lopes

## Ficha Técnica
- Texto, encenação, espaço cénico, guião musical: Hélder Costa
- Recolha musical e vídeo: Caio Quinderé
- Boneco Einstein: Yuri Yamamoto
- Figurinos: Rita Fernandes
- Execução de Figurinos: Alda Cabrita e Inna Siryk
- Luz, Som e Projecções: José Carlos Pontes
- Montagem: Fernando Belo e Ricardo Santos
- Fotografia: Tânia Araújo - MEF
- Relações Públicas e Produção: Inês Costa

## Montagem no Brasil
A montagem no Brasil, foi realizada pelo Grupo Bagaceira com cenografia de Yuri Yamamoto, montagem de som e projecções de Caio Quinderé e coordenação de produção de Fernanda Quinderé.
Integrada nas comemorações do Ano Internacional de Astronomia, a Secretaria da Cultura do Estado do Ceará convidou Hélder Costa a escrever e dirigir uma peça de teatro para ser levada à cena em Outubro de 2009, mês no qual se iniciam as comemorações dos 90 anos da experiência de 1919 que provou a teoria da relatividade de Einstein e se assinala o 10º aniversário do Museu do Eclipse de Sobral.

## Fonte
- Página da Companhia de Teatro A Barraca
- Cultura Online